# Майковиці (Лодзинське воєводство)
Майковиці (пол. Majkowice) — село в Польщі, у гміні Ренчно Пйотрковського повіту Лодзинського воєводства.
Населення — 272 особи (2011).
У 1975-1998 роках село належало до Пйотрковського воєводства.

## Демографія
Демографічна структура станом на 31 березня 2011 року:
|          | Загалом | Допрацездатний вік | Працездатний вік | Постпрацездатний вік |
| -------- | ------- | ------------------ | ---------------- | -------------------- |
| Чоловіки | 135     | 21                 | 90               | 24                   |
| Жінки    | 137     | 18                 | 68               | 51                   |
| Разом    | 272     | 39                 | 158              | 75                   |